# HD82627
HD82627 — хімічно пекулярна зоря спектрального класу B9, що має видиму зоряну величину в смузі V приблизно  7,6.
Вона  розташована на відстані близько 1331,3 світлових років від Сонця.

## Пекулярний хімічний склад
Зоряна атмосфера HD82627 має підвищений вміст 
Si
.